# Parascutella
Genre
Parascutella est un genre éteint d'oursins plats appartenant à la famille des Scutellidae. Il est présent dans le Miocène, en Europe et Méditerranée. La différence entre Scutella et Parascutella est l'emplacement du périprocte qui se trouve beaucoup plus proche du péristome. Il est au bord pour Parascutella, et à mi-chemin entre le bord et le péristome pour Scutella.

## Liste desespèces
- † Parascutella almerai (Lambert, 1903) ; Tortonien, Espagne
- † Parascutella faujasi (Defrance, 1827) ; Miocène, France
- † Parascutella gibbercula (de Serres) ; Tortonien
- † Parascutella leognanensis (Lambert, 1903) ; Burdigalien, France
- † Parascutella lusitanica (de Loriol, 1896) ; Burdigalien, Portugal
- † Parascutella neuvillei (Lambert, 1903) ; Aquitanien, France
- † Parascutella producta (Agassiz, 1847) ; Miocène, France
- † Parascutella stefannini (Desio, 1929) ; Miocène, Libye